# Totoa-Nunatak
Der Totoa-Nunatak ist ein Nunatak im ostantarktischen Viktorialand. Auf dem Plateau der Willett Range ragt er 1,3 km westlich des Mount Bastion am südwestlichen Ende der Moremore-Nunatakker auf.
Das New Zealand Geographic Board benannte ihn 2005 deskriptiv nach dem Begriff aus dem Māori für „stürmisch“.